# Bernd Wagner (Schriftsteller)
Bernd Max Wagner (* 30. Mai 1948 in Wurzen, Sachsen) ist ein deutscher Schriftsteller. Er lebt in Berlin-Kreuzberg.

## Leben
Nachdem Bernd Wagner eine Lehre als Rohbaumonteur absolviert hatte, studierte er von 1966 bis 1970 Deutsch und Kunsterziehung an der Pädagogischen Hochschule Erfurt. Von 1970 bis 1977 war er Lehrer für Deutsch und Kunsterziehung in Schmachtenhagen. Er gehörte zu den Mit-Unterzeichnern der Protestresolution gegen die Ausbürgerung Wolf Biermanns. Wagner gab den Lehrerberuf auf und lebte ab 1977 als freier Schriftsteller in Ost-Berlin, konnte sich aber bis zu seiner von Sarah Kirsch geförderten Aufnahme in den Schriftstellerverband der DDR 1980 den Lebensunterhalt nur mit Hilfe von Gelegenheitsarbeiten und Anstellungen als Maurer sichern. Von 1983 bis 1985 gab er gemeinsam mit Lothar Trolle und Uwe Kolbe vierteljährlich die in der DDR auflagenstärkste inoffizielle Literaturzeitschrift Mikado oder der Kaiser ist nackt heraus. Spätestens seit 1976 stand Wagner unter Stasi-Beobachtung. Im Zusammenhang mit der Protestdemonstration gegen den Abriss des Gasometers im Prenzlauer Berg 1984 wurde er verhaftet. 1985 stellte er einen Ausreiseantrag, den er unter anderem wie folgt begründete: „Ich bin als Schriftsteller bewusster Zeuge und Beteiligter der kulturellen Entwicklung seit Beginn der siebziger Jahre, einer Entwicklung, die in ihrer Verödung und zunehmenden Verdorbenheit Zeichen eines gesamtgesellschaftlichen Verlaufes ist.“ Zuvor hatte Wagner einen Versuch der Staatssicherheit, ihn als Spitzel anzuwerben, mit einem offenen Brief an Stasi-Chef Erich Mielke beantwortet, in dem er diesen um „Aussprache“ bat und den damaligen Vorsitzenden des DDR-Schriftstellerverbands Hermann Kant aufforderte, ihn künftig vor Übergriffen der Staatsorgane zu schützen. Im selben Jahr erfolgte Wagners Ausbürgerung durch die DDR-Behörden und seine Übersiedlung nach West-Berlin, wo er seitdem lebt. 1994 nahm er am Ingeborg-Bachmann-Wettbewerb in Klagenfurt teil.
Bernd Wagner ist Verfasser von Romanen, Erzählungen, Kinderbüchern, Essays, Gedichten und Dramen. Er debütierte 1976 mit der Erzählungssammlung Das Treffen. Er war von 1980 bis 1985 Mitglied des Schriftstellerverbandes der DDR und von 1992 bis 2002 des Autorenkreises der Bundesrepublik. Er erhielt u. a. folgende Auszeichnungen: 1987 ein Arbeitsstipendium für Berliner Schriftsteller, 1995 ein Stipendium des Deutschen Literaturfonds, 1996 ein Stipendium des Künstlerhauses Edenkoben sowie 2003 ein Stipendium der Stiftung Preußische Seehandlung. Für das Jahr 2013 benannte ihn die Stadt Magdeburg als „Magdeburger Stadtschreiber“. 2019 wurde er Dresdner Stadtschreiber. Das bereits in Magdeburg ausgeübte Stadtschreiber-Amt habe es ihm erleichtert, so Wagner, in die alte DDR-Umgebung zurückzukehren – auch in das ihm nähere Dresden, das für „den schönen Schein“ stehe wie kaum ein anderer Ort in Deutschland. In Dresden zeige sich konkreter und an bestimmte Personen gebunden, was auch im übrigen Deutschland existiere.
In seiner Biografie auf seiner Webseite Berlin für Arme steht: „Nachdem ‚Mao und die 72 Affen‘ fünf Jahre lang vom keinem Verlag gedruckt wurden, bringt sie im Oktober die edition buchhaus loschwitz, erweitert um ein ‚Interview über die Corona-Pandämonie‘ heraus.“ Die edition buchhaus loschwitz wird herausgegeben von Susanne Dagen. Wagner hat dazu angemerkt: „Wenn eine Gesellschaft oder ein Staat beansprucht, das Gute zu verkörpern, und jeden, der davor vielleicht Angst kriegt, oder eine andere Vorstellung vom Guten hat, zum Abschaum erklärt, dann schrillen die Alarmglocken bei mir. Und dann veröffentliche ich auch da, wo es anderen nicht gefällt.“
In der 2022 erschienenen umfänglichen Buchpublikation Verlassene Werke reflektiert Wagner in Form verarbeiteter Notizen sein Erleben der Jahre 1974 bis 1989 auf literarische Weise als „innere Chronologie“ in kurzen Fantasien, Traumprotokollen und Gedankensplittern. In Rezensionen wird unter anderem seine kritische Grundhaltung gegenüber jedem Konformismus in Öffentlichkeit und Literaturbetrieb bescheinigt und gewürdigt, dass er „stets aufrecht, manchmal bis über die Grenze der seelischen Unversehrtheit hinaus für seine künstlerische Autonomie“ eintrete.

## Veröffentlichungen

### Eigene Werke

#### Buchveröffentlichungen
- Das Treffen. Erzählungen. Aufbau-Verlag, Berlin, 1976; Edition Neue Texte
- Zweite Erkenntnis. Aufbau-Verlag, Berlin [u. a.] 1978.
- G. in B. Aufbau-Verlag, Berlin [u. a.] 1979.
- Robbi Blanks und Theo Holzschuhs Meerfahrt. Kinderbuchverlag, Berlin 1980.
- Klein-Schorschi läßt's mal wieder laufen. drollig-Verlag Mettang u. Wagner, Tübingen 1981, ISBN 3-923094-01-9.
- Das neue Lumpengesindel. Kinderbuchverlag, Berlin 1981.
- Reise im Kopf. Aufbau-Verlag, Berlin [u. a.] 1984.
- Ich will nicht nach Österreich. Luchterhand, Darmstadt [u. a.] 1987, ISBN 3-472-86652-7.
- Der Griff ins Leere: 11 Versuche. Transit, Berlin 1988, ISBN 3-88747-052-4.
- Mein zu großes Auge. Luchterhand, Darmstadt 1988, ISBN 3-630-86682-4.
- Die Wut im Koffer. Rowohlt, Berlin 1991, ISBN 3-87134-011-1.
- Der menschliche Zoo und andere Träume. Ed. Fiebig, Berlin 1997, ISBN 3-930516-12-8.
- Paradies. Ullstein, Berlin 1997, ISBN 3-550-08244-4.
- Club Oblomow. Ullstein, Berlin 1999, ISBN 3-550-08298-3.
- Schattenmorelle. Ullstein, Berlin 1999, ISBN 3-548-24440-8.
- Wie ich nach Chihuahua kam. Steidl, Göttingen 2003, ISBN 3-88243-883-5.
- Hel. Edition Mariannenpresse, Berlin 2005, ISBN 978-3-926433-38-1.
- Berlin für Arme. Ein Stadtführer für Lebenskünstler. Eichborn, Berlin 2008, ISBN 978-3-8218-5830-2.
- Ich werde mich nie mit europäischen Menschen zurechtfinden. Das abenteuerliche Leben des Walter Spies zwischen Baschkirien und Bali. Radio-Feature, SWR 2010.
- Die Straße kräht Coqui. Magdeburger Journal. Forum Gestaltung, Magdeburg 2013, ISBN 978-3-9813652-9-0.
- Die Sintflut in Sachsen. Roman. Schöffling & Co. Frankfurt am Main 2018, ISBN 978-3-89561-142-1.[8]
- Mao und die 72 Affen oder Die geheimen Memoiren des Ewigen Vorsitzenden samt dem Interview über die Corona-Pandämonie. edition buchhaus loschwitz. Dresden 2020, ISBN 978-3-9822049-0-1.
- Verlassene Werke. Faber & Faber, Leipzig 2022, ISBN 978-3-86730-223-4.

#### Zeitschriftenbeiträge
- Von Verlag zu Verlag, Sezession Heft 94, Februar 2020
- Letzte Konsequenz. Epigramme, Tumult – Vierteljahresschrift für Konsensstörung, Sommer 2021
- Etwas auf die Beine stellen, wofür man einzustehen bereit ist. Ein Gespräch über die Untergrundzeitschrift „Mikado“ (mit Cornelius Wüllenkemper)[9]

#### Hörfunk
- Die Sintflut in Sachsen. 19-teilige, leicht gekürzte Lesung des Romans mit Jörg Schüttauf, Regie: Matthias Thalheim, Erstsendung: 6.–31. Mai 2019 auf MDR Kultur.[10]

### Herausgeberschaft
- Die Pechbrenner. Hinstorff, Rostock 1981.
- Philosophie der Arbeit: Texte von der Antike bis zur Gegenwart